# أوسكار لويس
أوسكار لويس (بالإنجليزية: Oscar Lewis)‏ هو عالم إنسان أمريكي، ولد في 25 ديسمبر 1914 في نيويورك في الولايات المتحدة، وتوفي بنفس المكان في 16 ديسمبر 1970 بسبب نوبة قلبية.

## وصلات خارجية
- أوسكار لويس على موقع إن إن دي بي (الإنجليزية)